# Mouradgea d'Ohsson
Mouradgea d'Ohsson var en svensk adelsätt.
Ättens stamfader är armeniern Johannes Mouradgea som på 1700-talet var Sveriges tolk i turkiska vid konsulatet i Smyrna. Hans hustru hette Claire Pagy. Deras son Ignatius Mouradgea (1740 – 1807) var förste tolk (drogman) vid den svenska beskickningen i Konstantinopel och blev därefter kunglig sekreterare. Han adlades 1780 med namnet Mouradgea d'Ohsson, och introducerades under en resa till Stockholm år 1801 på nummer 2171; hans namn är en sammansättning av hans eget namn samt farbroderns. Sedan han adlats blev han diplomat för Sverige, slutligen med titeln minister plenipotentiare, med sin tjänst förlagd i Konstantinopel.
I sitt yrke reste Mouradgea d'Ohsson mycket, vistades åren 1790 – 1801 i Stockholm och sedan i Paris där han avled. Han utgav Tableau General de l'Emperie Ottoman 1787. Hans första hustru var Eva Conley som han mötte i Konstantinopel där hennes far var bankir åt sultanen; hennes mor hette Rose Murat. Den andra hustrun var fransyska och tillhörde släkten Baillard de Vaubicourt, men han fick inga barn i sitt andra äktenskap. I första äktenskapet föddes Sophia som avled ogift, Claire Lucie som gifte sig med Nils Gustaf Palin, och sonen Constantin som upphöjdes till friherre med namnet d'Ohsson och nummer 383, varmed den adliga ätten utgick. Den friherrliga ätten utgick med stiftaren.